# Mullen (Nebraska)
Mullen es una villa ubicada en el condado de Hooker en el estado estadounidense de Nebraska. En el Censo de 2010 tenía una población de 509 habitantes y una densidad poblacional de 418,14 personas por km².

## Geografía
Mullen se encuentra ubicada en las coordenadas 42°2′36″N 101°2′40″O / 42.04333, -101.04444. Según la Oficina del Censo de los Estados Unidos, Mullen tiene una superficie total de 1.22 km², de la cual 1.22 km² corresponden a tierra firme y (0%) 0 km² es agua.

## Demografía
Según el censo de 2010, había 509 personas residiendo en Mullen. La densidad de población era de 418,14 hab./km². De los 509 habitantes, Mullen estaba compuesto por el 98.43% blancos, el 0% eran afroamericanos, el 0.79% eran amerindios, el 0% eran asiáticos, el 0% eran isleños del Pacífico, el 0% eran de otras razas y el 0.79% pertenecían a dos o más razas. Del total de la población el 1.38% eran hispanos o latinos de cualquier raza.